# سوم مايت ساي (أغنية)
سوم مايت ساي بالإنقليزية Some might say هي أغنية لفرقة البيرتبوب الإنقليزية أوايزيس , تم تأليفها من طرف ناول غلاغر كأول صادرات التسجيل الثاني للفرقة , (واتس ذ ستوري) مورنينج غلوري ؟ (1995) . إعتلت قمة المبيعات منذ صدورها . 

## التأليف
إستقى مؤلفها إلهامه من أعمال فرقتا سمال فايسس و تي راكس . و تعتبر آخر أغنية لفرقة أوايزيس إشترك فيها عازف الطبول توني ماك كارول الذي تم فصله من الفرقة قبل بداية حصص التسجيل الرئيسية ل (واتس ذ ستوري) مورنينج غلوري ؟  

## بخصوص الأغنية
- ليام غلاغر : غناء، طار
- ناول غلاغر : قيتار أساسي، غناء ثانوي
- بول أرتيرس : قيتار مرافق
- بول ماك غيغان : قيتار باس
- توني ماك كارول : الطبول

## قائمة الأغاني
جميع الأغاني تم تأليفها من طرف ناول غلاغر 
- السي دي المنفرد الصادر بأوروبا

1. سوم مايت ساي - 5:28
2. تالك تونايت - 4:21
3. أكوايس - 4:24
4. هيد شرينكر - 4:38

- فينيل 7 '' الصادر ببريطانيا

1. سوم مايت ساي - 5:28
2. تالك تونايت - 4:21

- فينيل 12 '' الصادر ببريطانيا

1. سوم مايت ساي - 5:28
2. تالك تونايت - 4:21
3. أكوايس - 4:24

- شريط الكاسيت الصادر ببريطانيا

1. سوم مايت ساي - 5:28
2. تالك تونايت - 4:21

- السي دي الصادر بأستراليا

1. سوم مايت ساي - 5:28
2. ليسن أب
3. برينغ إيت داون ( عرض حي )

## الشارتس
ترتيب الأغنية في الشارتس سنة 1995 
- بريطانيا رقم 01
- إرلندا رقم 03
- السويد رقم 07